# Otiothops birabeni
Otiothops birabeni là một loài nhện trong họ Palpimanidae. Loài này được phát hiện ở Brazilië en Argentinië.